# Collegio di Reading West
Reading West è stato un collegio elettorale inglese situato nel Berkshire rappresentato alla Camera dei comuni del parlamento del Regno Unito. Eleggeva un membro del parlamento con il sistema maggioritario a turno unico; il collegio è stato abolito in occasione della revisione periodica del 2024.

## Estensione
- 1983-1997: i ward del Borough di Reading di Battle, Katesgrove, Kentwood, Minster, Norcot, Southcote e Tilehurst e i ward del distretto di Newbury di Calcot, Pangbourne, Purley, Theale e Tilehurst.
- 1997-2010: i ward del Borough di Reading di Battle, Kentwood, Minster, Norcot, Southcote, Tilehurst e Whitley e i ward del distretto di Newbury di Calcot, Pangbourne, Purley, Theale e Tilehurst.
- 2010-2024: i ward del Borough di Reading di Battle, Kentwood, Minster, Norcot, Southcote, Tilehurst e Whitley e i ward del distretto di West Berkshire di Birch Copse, Calcot, Pangbourne, Purley on Thames, Theale e Westwood.

Il collegio confinava con Newbury, Henley, Reading East e Wokingham.

## Membri del parlamento
| Elezione | Elezione | Deputato         | Partito          |
| -------- | -------- | ---------------- | ---------------- |
|          | 1983     | Tony Durant      | Conservatore     |
|          | 1997     | Martin Salter    | Laburista        |
|          | 2010     | Alok Sharma      | Conservatore     |
|          | 2024     | Collegio abolito | Collegio abolito |

## Elezioni

### Elezioni negli anni 2010
| Partito                    | Partito                                   | Candidato                  | Risultati 12 dicembre 2019 | Risultati 12 dicembre 2019 |
| Partito                    | Partito                                   | Candidato                  | Voti                       | %                          |
| -------------------------- | ----------------------------------------- | -------------------------- | -------------------------- | -------------------------- |
|                            | Conservatore                              | Alok Sharma                | 24 393                     | 48,41                      |
|                            | Laburista Co-Op                           | Rachel Eden                | 20 276                     | 40,24                      |
|                            | Lib Dem                                   | Meri O'Connell             | 4 460                      | 8,85                       |
|                            | Verdi                                     | Jamie Whitham              | 1 263                      | 2,51                       |
|                            |                                           |                            |                            |                            |
| Iscritti                   | Iscritti                                  | Iscritti                   | 74 137                     | 100,00                     |
| ↳ Votanti (% su iscritti)  | ↳ Votanti (% su iscritti)                 | ↳ Votanti (% su iscritti)  | 50 392                     | 67,97                      |
| ↳ Astenuti (% su iscritti) | ↳ Astenuti (% su iscritti)                | ↳ Astenuti (% su iscritti) | 23 745                     | 32,03                      |
|                            |                                           |                            |                            |                            |
|                            | Esito: collegio confermato a Conservatore |                            |                            |                            |

| Partito                    | Partito                                   | Candidato                  | Risultati 8 giugno 2017 | Risultati 8 giugno 2017 |
| Partito                    | Partito                                   | Candidato                  | Voti                    | %                       |
| -------------------------- | ----------------------------------------- | -------------------------- | ----------------------- | ----------------------- |
|                            | Conservatore                              | Alok Sharma                | 25 311                  | 48,90                   |
|                            | Laburista                                 | Olivia Bailey              | 22 435                  | 43,34                   |
|                            | Lib Dem                                   | Meri O’Connell             | 3 041                   | 5,87                    |
|                            | Verdi                                     | Jamie Whitham              | 979                     | 1,89                    |
|                            |                                           |                            |                         |                         |
| Iscritti                   | Iscritti                                  | Iscritti                   | 74 512                  | 100,00                  |
| ↳ Votanti (% su iscritti)  | ↳ Votanti (% su iscritti)                 | ↳ Votanti (% su iscritti)  | 51 913                  | 69,67                   |
| ↳ Astenuti (% su iscritti) | ↳ Astenuti (% su iscritti)                | ↳ Astenuti (% su iscritti) | 22 599                  | 30,33                   |
|                            |                                           |                            |                         |                         |
|                            | Esito: collegio confermato a Conservatore |                            |                         |                         |

| Partito                    | Partito                                   | Candidato                  | Risultati 7 maggio 2015 | Risultati 7 maggio 2015 |
| Partito                    | Partito                                   | Candidato                  | Voti                    | %                       |
| -------------------------- | ----------------------------------------- | -------------------------- | ----------------------- | ----------------------- |
|                            | Conservatore                              | Alok Sharma                | 23 082                  | 47,69                   |
|                            | Laburista                                 | Victoria Groulef           | 16 432                  | 33,95                   |
|                            | UKIP                                      | Malik Azam                 | 4 826                   | 9,97                    |
|                            | Lib Dem                                   | Meri O'Connell             | 2 355                   | 4,87                    |
|                            | Verdi                                     | Miriam Kennet              | 1 406                   | 2,90                    |
|                            | Indipendente                              | Suzie Ferguson             | 156                     | 0,32                    |
|                            | TUSC                                      | Neil Adams                 | 83                      | 0,17                    |
|                            | Roman                                     | Philip West                | 64                      | 0,13                    |
|                            |                                           |                            |                         |                         |
| Iscritti                   | Iscritti                                  | Iscritti                   | 72 569                  | 100,00                  |
| ↳ Votanti (% su iscritti)  | ↳ Votanti (% su iscritti)                 | ↳ Votanti (% su iscritti)  | 48 404                  | 66,70                   |
| ↳ Astenuti (% su iscritti) | ↳ Astenuti (% su iscritti)                | ↳ Astenuti (% su iscritti) | 24 165                  | 33,30                   |
|                            |                                           |                            |                         |                         |
|                            | Esito: collegio confermato a Conservatore |                            |                         |                         |

| Partito                    | Partito                                           | Candidato                  | Risultati 6 maggio 2010 | Risultati 6 maggio 2010 |
| Partito                    | Partito                                           | Candidato                  | Voti                    | %                       |
| -------------------------- | ------------------------------------------------- | -------------------------- | ----------------------- | ----------------------- |
|                            | Conservatore                                      | Alok Sharma                | 20 523                  | 43,18                   |
|                            | Laburista                                         | Naz Sarkar                 | 14 519                  | 30,55                   |
|                            | Lib Dem                                           | Daisy Benson               | 9 546                   | 20,08                   |
|                            | UKIP                                              | Bruce Hay                  | 1 508                   | 3,17                    |
|                            | Common Sense                                      | Howard Thomas              | 852                     | 1,79                    |
|                            | Verdi                                             | Adrian Windisch            | 582                     | 1,22                    |
|                            |                                                   |                            |                         |                         |
| Iscritti                   | Iscritti                                          | Iscritti                   | 72 124                  | 100,00                  |
| ↳ Votanti (% su iscritti)  | ↳ Votanti (% su iscritti)                         | ↳ Votanti (% su iscritti)  | 47 530                  | 65,90                   |
| ↳ Astenuti (% su iscritti) | ↳ Astenuti (% su iscritti)                        | ↳ Astenuti (% su iscritti) | 24 594                  | 34,10                   |
|                            |                                                   |                            |                         |                         |
|                            | Esito: collegio passa da Laburista a Conservatore |                            |                         |                         |

### Elezioni negli anni 2000
| Partito                    | Partito                                | Candidato                  | Risultati 5 maggio 2005 | Risultati 5 maggio 2005 |
| Partito                    | Partito                                | Candidato                  | Voti                    | %                       |
| -------------------------- | -------------------------------------- | -------------------------- | ----------------------- | ----------------------- |
|                            | Laburista                              | Martin Salter              | 18 940                  | 44,85                   |
|                            | Conservatore                           | Ewan Cameron               | 14 258                  | 33,76                   |
|                            | Lib Dem                                | Denise Gaines              | 6 663                   | 15,78                   |
|                            | UKIP                                   | Peter Williams             | 1 180                   | 2,79                    |
|                            | Verdi                                  | Adrian Windisch            | 921                     | 2,18                    |
|                            | Veritas                                | Dave Boyle                 | 267                     | 0,63                    |
|                            |                                        |                            |                         |                         |
| Iscritti                   | Iscritti                               | Iscritti                   | 69 227                  | 100,00                  |
| ↳ Votanti (% su iscritti)  | ↳ Votanti (% su iscritti)              | ↳ Votanti (% su iscritti)  | 42 229                  | 61,00                   |
| ↳ Astenuti (% su iscritti) | ↳ Astenuti (% su iscritti)             | ↳ Astenuti (% su iscritti) | 26 998                  | 39,00                   |
|                            |                                        |                            |                         |                         |
|                            | Esito: collegio confermato a Laburista |                            |                         |                         |

| Partito                    | Partito                                | Candidato                  | Risultati 7 giugno 2001 | Risultati 7 giugno 2001 |
| Partito                    | Partito                                | Candidato                  | Voti                    | %                       |
| -------------------------- | -------------------------------------- | -------------------------- | ----------------------- | ----------------------- |
|                            | Laburista                              | Martin Salter              | 22 300                  | 53,11                   |
|                            | Conservatore                           | Stephen Reid               | 13 451                  | 32,04                   |
|                            | Lib Dem                                | Polly Martin               | 5 387                   | 12,83                   |
|                            | UKIP                                   | David Black                | 848                     | 2,02                    |
|                            |                                        |                            |                         |                         |
| Iscritti                   | Iscritti                               | Iscritti                   | 71 042                  | 100,00                  |
| ↳ Votanti (% su iscritti)  | ↳ Votanti (% su iscritti)              | ↳ Votanti (% su iscritti)  | 41 986                  | 59,10                   |
| ↳ Astenuti (% su iscritti) | ↳ Astenuti (% su iscritti)             | ↳ Astenuti (% su iscritti) | 29 056                  | 40,90                   |
|                            |                                        |                            |                         |                         |
|                            | Esito: collegio confermato a Laburista |                            |                         |                         |

## Risultati dei referendum

### Referendum sulla permanenza del Regno Unito nell'Unione europea del 2016
|             | Collegio     | Lasciare UE % | Rimanere in UE % |
| ----------- | ------------ | ------------- | ---------------- |
|             | Reading West | 52,6%         | 47,4%            |
| Inghilterra | 53,3%        | 46,7%         |                  |
| Regno Unito | 51,9%        | 48,1%         |                  |